# Schädelfenster
Als Schädelfenster werden größere Aussparungen im knöchernen Schädel der Wirbeltiere bezeichnet, durch die im Laufe der Evolution die Kaumuskulatur von der Innenseite an die Außenseite des Schädels verlagert werden konnte. Dadurch konnten sich durch die größere Ansatzfläche für die Muskulatur kräftigere Muskelstränge und damit ein kräftigeres Gebiss entwickeln. Des Weiteren konnte sich durch den gewonnenen Raum im Schädelinneren das Hirnvolumen vergrößern.
Bei den Synapsida (zu denen neben einigen ausgestorbenen Taxa auch die Säugetiere gehören) befindet sich ein Schädelfenster hinter der Augenhöhle im Schläfenbereich (synapsider Schädel). Durch einen sekundären Verschluss der Schläfe entstand bei den Säugetieren dann ein neuer Hirnschädel, das ursprüngliche Schläfenfenster ist bei ihnen als Jochbogen ausgebildet.
Die Diapsida (umfasst alle Vögel und Reptilien bis auf die Schildkröten) bildeten zwei Schädelfenster hinter den Augenhöhlen aus (diapsider Schädel). Diese Grundform des Schädels wurde teilweise weiter aufgelöst und hat sich etwa bei den Vögeln und Schlangen zu einem nur noch sehr spangenhaften Schädel entwickelt.
Als anapsider Schädel wird der Schädel der Schildkröten bezeichnet. Dieser weist im Normalfall keine Fensterung auf. Allerdings können auch hier „Schädelfenster“ entstehen, etwa durch die Anlage der Salzdrüsen bei den Meeresschildkröten (Foramen interorbitale zwischen den Augen).

Generalisierter anapsider Schädel
Generalisierter synapsider Schädel
Generalisierter diapsider Schädel